# دانیله لوپی
دانیله لوپی (ایتالیایی: Daniele Luppi؛ زادهٔ ۱ ژانویهٔ ۱۹۷۲) تهیه‌کننده موسیقی، هنرمند، آهنگساز و موسیقی‌دان اهل ایتالیا است.
از فیلم‌ها یا مجموعه‌های تلویزیونی که وی در آن‌ها نقش داشته‌است، می‌توان به علاج محافظ شخصی و مارکو پولو اشاره نمود.